# اوسيني لابو
اوسيني لابو (بالفرنسية: Ousseni Labo)‏ (11 يونيو 1982 بلومي في توغو - ) هو لاعب كرة قدم توغولي في مركز الوسط. شارك مع منتخب توغو لكرة القدم. أما مع النوادي، فقد لعب مع روت فايس آهلن وSC Verl ‏ وFC Eintracht Rheine ‏.

## وصلات خارجية
- اوسيني لابو على موقع الاتحاد الدولي (مؤرشف)  (الإنجليزية)
- اوسيني لابو على موقع قاعدة بيانات كرة القدم.إي يو (الإنجليزية)
- اوسيني لابو على موقع ناشيونال فوتبول تيمز (الإنجليزية)
- اوسيني لابو على موقع عالم كرة القدم.نت (الإنجليزية)